# Molins-sur-Aube
Molins-sur-Aube é uma comuna francesa na região administrativa de Grande Leste, no departamento de Aube. Estende-se por uma área de 6,26 km². Em 2024, Aube possui uma população estimada de 101 habitantes; porém, segundo dados de 2021, haveria 103 pessoas morando na comuna.
Sua soberania em administração foi garantida em 1789, durante o Reino da França. 

## Clima
A uma altitude de 102 metros acima do nível do mar, enquadra-se em um clima temperado ocêanico , com temperaturas máxima e mínima de 41,5°C e -18°C, durante o perído de 1991 a 2000.

## Turismo
Molins-sur-Aube tem um turismo baseado em atividades como caminhada e travessia de bicicleta. 

Considera-se que apresenta, de acordo com seu próprio departamento de administração, 1 monumento histórico e 1 parque natural regional.